# 唐立 (1953年)
唐立（英語：Christian Ashley Daniels，1953年7月—），号琴山，澳大利亚人，生于斐济，历史学家、人类学家。研究方向为云南历史、东南亚史、中国西南民族史、明清史、前现代科技史及边境民族的文化政治。

## 生平
唐立本科就读于澳大利亚国立大学中文系，师从柳存仁，1976年毕业。1979年进入日本东京大学人文学部攻读研究生，1992年取得博士学位。1986年于东洋文库任研究员，1987年任冈山县就实大学历史学讲师，1991年进入东京外国语大学亚非语言文化研究所担任助理教授，1996年升任教授。2015年从东京外国语大学退休，获名誉教授衔，同年加盟香港科技大学，任人文社会科学学院人文学部主任、教授。2021年签订《大理大学引进高层次人才协议书》，2023年获港科大名誉教授衔，同年正式入职大理大学。

## 研究
唐立之父为斐济劳托卡甘蔗实验研究所所长，受父亲影响，唐立早年研究方向为糖业史，在东京大学读研究生时主攻明清经济史，曾参与李约瑟《中国科学技术史》项目。1989年，京都大学东南亚研究中心与上海社会科学院合办日中农业史研究课题，唐立作为日方课题组组长访问中国，首次前往云南西双版纳，自此开始涉及云南历史与人类学的研究。唐立的研究多以英文、日文发布，少数以中文出版。